# Francesco Contarini

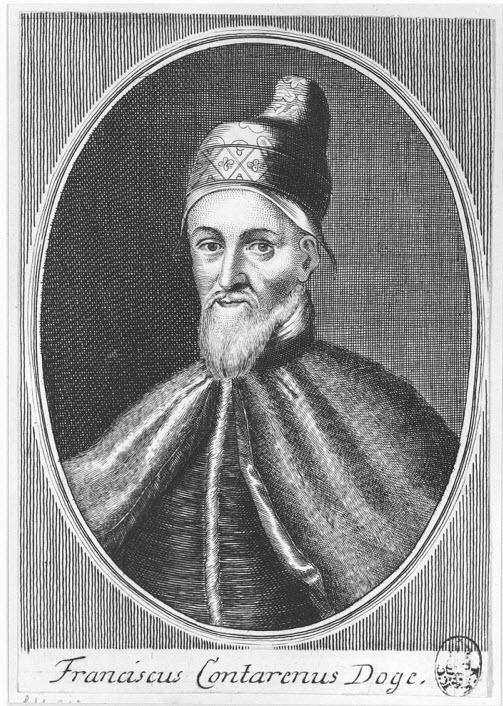
Francesco Contarini

Francesco Contarini (Venetië, 28 november 1556 - Venetië, 6 december 1624) was de 95ste doge van Venetië. Hij werd doge op 8 september 1623 tot zijn dood op 6 december 1624.

## Tot 1623

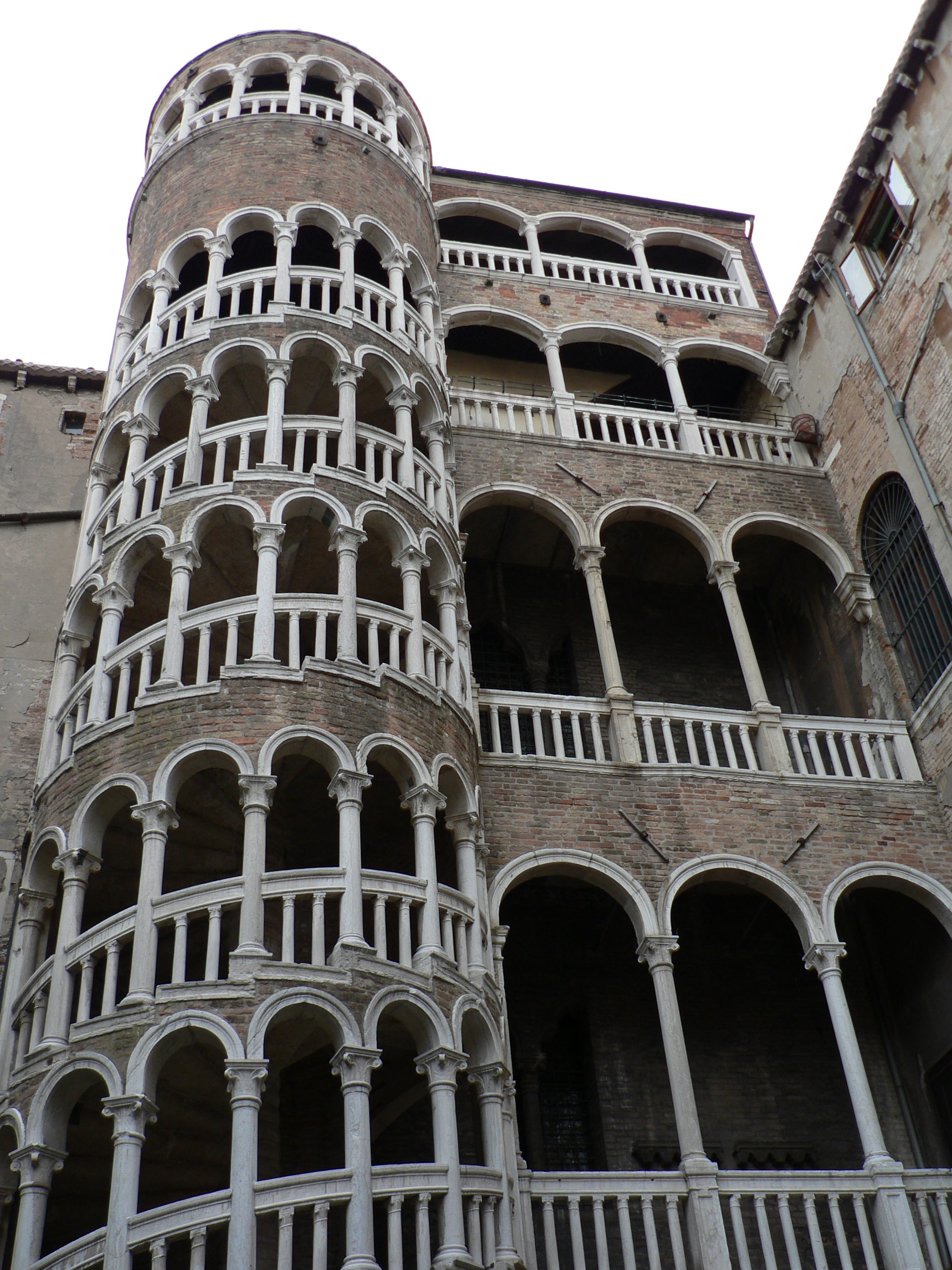
Trappenhuis van het Palazzo Contarini del Bovolo

Francesco was de zoon van Bertucci Contarini en Laura Dolfin. Hun tak van de  familie Contarinni had met de handel op Engeland een aanzienlijk vermogen verworven. De familie was een van de twaalf voornaamste adellijke geslachten in Venetië. Ze brachten acht Dogen voort, hiernaast procuratoren, kardinalen, admiraals, geleerden en kunstenaars. De familie bezat meerdere paleizen, waaronder het Palazzo Contarini dagli Scrigni aan de monding van de Rio San Trovaso in het Canal Grande met het beroemde trappenhuis.

De beide ouders van Francesco stierven toen hij nog jong was. Hij werd als wees opgevoed door zijn twee oudere broers. De drie broers hadden een aanzienlijk fortuin geërfd en er werden geen kosten gespaard voor de opleiding van Francesco.
Francesco Contarini studeerde aan de Universiteit van Padua retoriek, wijsbegeerte en rechten. Hij gold als een van de belangrijkste diplomaten van de Republiek, en vertegenwoordigde haar bij het Vaticaan en aan vele hoven van Europa. Koning Hendrik IV van Frankrijk benoemde hem tot ridder. Hij was ongetrouwd en had geen kinderen.
Hij was een beschaafd man die de reputatie opbouwde de belangen van de republiek boven zijn persoonlijke belangen te stellen.

## Vanaf 1623
Na de dood van Antonio Priuli op 12 augustus 1623 was er geen duidelijke opvolger als Doge. Bij de stemmingsrondes ontstond er een impasse. Francesco had geen sterke wens om Doge te worden, maar toen men er na 79 stemmingsrondes nog niet uit was, ging hij ermee akkoord dat hij Doge zou worden. Hij werd gekozen als Doge van Venetië op 8 september. Hij was 67 jaar oud toen hij Doge werd. Dat is relatief een jonge leeftijd. Toch werd hij na 12 maanden ziek en stierf 6 weken later. 
Tijdens zijn regeringsperiode gebeurde er weinig opmerkelijks. Zoals gewoonlijk nam hij deel aan de grote Venetiaanse festiviteiten. De Dertigjarige Oorlog, die in februari 1623 tot in Valtellina was doorgedrongen, verliep voor Venetië voorspoedig, hoewel Contarini niet zelf leiding gaf aan de gevechten.

## Begrafenis
Hij werd begraven in de kerk San Francesco della Vigna.